# Бе-Комо
Бе-Комо́ (фр. Baie-Comeau — у перекладі з французької — «Затока Комо́») — є адміністративним центром регіонального муніципалітету округу Манікуаган в адміністративному районі Північний Беріг (фр. Côte-Nord) провінції Квебек (Канада). Назване на честь Наполеона-Александра Комо (фр. Napoléon-Alexandre Comeau), геолога і натураліста. Місто розташоване на північному березі річки Святого Лаврентія, в гирлах річок Манікуаган і Рів'єр-о-Анжуйс, приблизно в 350 км на схід від Квебеку.
З 1936 року — найбільше місто на Північному Березі (раніше цей статус належав Авр-Сен-П'єр).